# Décès en 1063
Décès
- 1059
- 1060
- 1061
- 1062
- 1063
- 1064
- 1065
- 1066
- 1067

Cette page dresse une liste de personnalités mortes au cours de l'année 1063 :
- 27 février : Judith de Nantes, comtesse titulaire de Nantes.
- 8 mai : Ramire Ier d'Aragon, premier roi d'Aragon, comte de Ribagorce et comte de Sobrarbe.
- 5 août : Gruffydd ap Llywelyn règne sur différents royaumes du Pays de Galles, qu'il finit par unifier de son vivant en 1055.
- 9/10 août : Constantin III Lichoudès, patriarche de Constantinople.
- 3 septembre : Henri II d'Augsbourg, évêque d'Augsbourg.
- 4 septembre : Toghrul-Beg, 1er sultan seldjoukide.
- 11 septembre[1] : Béla Ier, Béla Ier Árpád dit Béla le Bison ou Béla le Champion, roi de Hongrie.

- Albert II de Namur, comte de Namur.
- Alvito de León (en), évêque de León.
- Bhima I (en), souverain de la dynastie Solankî (Inde).
- Biota du Maine, comtesse du Maine.
- Cynan ap Iago, prince gallois.
- Emma de Provence, parfois dite Emma de Venasque, comtesse de Provence.
- Gautier III de Vexin, comte de Vexin, d'Amiens et du Maine.
- Godefroi de Hauteville, héritier du fief de Hauteville, dans l'ouest du duché normand.
- Gotebald (en), patriarche d'Aquilée.
- Gottschalk de Zutphen, comte d'Agradingau, d'Emsgau, d'Hetter et de Twente en Westphalie, et seigneur de Zutphen.
- Hilduin IV de Montdidier, fils du comte Hildouin III de Montdidier, seigneur de Ramerupt.
- Niall mac Eochada[2], roi d'Ulaid.
- Pang Ji (en), premier ministre de Chine.
- Richezza de Lorraine, reine de Pologne puis duchesse de Pologne.
- Sallar de Shirvan (en), chah de Chirvan.
- Song Renzong, quatrième empereur de la dynastie Song.
- Sudislav (en), prince de Pskov.

## Crédit d'auteurs
- Cet article est partiellement ou en totalité issu de l'article intitulé « 1063 » (voir la liste des auteurs).